# Światowe Igrzyska Sportów Plażowych
Światowe Igrzyska Sportów Plażowych (ang. World Beach Games) – multidyscyplinarne zawody sportowe zarządzane przez Stowarzyszenie Narodowych Komitetów Olimpijskich (ANOC). Inauguracyjna edycja miała odbyć się 10-15 października 2019 w San Diego. Z powodów finansowych pierwsze zawody przeniesione zostały do katarskiej Doszy. Druga edycja igrzysk została przełożona z 2021 na 2023 rok w związku z pandemią COVID-19.

## Edycje
| Edycja | Rok  | Data         | Miasto       | Państwo            | Liczba ekip  | Liczba sportowców | Liczba dyscyplin sportowych | Źródło       |
| ------ | ---- | ------------ | ------------ | ------------------ | ------------ | ----------------- | --------------------------- | ------------ |
| I      | 2019 | Doha         | Katar        | 12-16 października | 97           | 1237              | 14                          | [ 5 ]        |
| II     | 2023 | do ustalenia | do ustalenia | do ustalenia       | do ustalenia | do ustalenia      | do ustalenia                | do ustalenia |

## Dyscypliny
| Dyscypliny                   | Dyscypliny     | 2019           |
| Sporty plażowe               | Sporty plażowe | Sporty plażowe |
| ---------------------------- | -------------- | -------------- |
| Karate                       |                | •              |
| Piłka nożna plażowa          |                | •              |
| Piłka ręczna plażowa         |                | •              |
| Siatkówka plażowa 4x4        |                | •              |
| Tenis plażowy                |                | •              |
| Zapasy plażowe               |                | •              |
| Sporty wodne                 |                |                |
| Kiteboarding                 |                | •              |
| Narciarstwo wodne            |                | •              |
| Pływanie na wodach otwartych |                | •              |
| Wakeboarding                 |                | •              |
| Sporty akcji                 |                |                |
| Aquathlon                    |                | •              |
| Koszykówka 3×3               |                | •              |
| Bouldering                   |                | •              |
| Skateboarding                |                | •              |

## Klasyfikacja medalowa
| Lp. | Państwo           | Miejsca na podium | Miejsca na podium | Miejsca na podium | Ilość medali |   |   |    |
| --- | ----------------- | ----------------- | ----------------- | ----------------- | ------------ | - | - | -- |
| Lp. | Państwo           | 1                 | Hiszpania         | 7                 | Ilość medali | 1 | 2 | 10 |
| 2   | Brazylia          | 5                 | 4                 | 3                 | 12           |   |   |    |
| 3   | Włochy            | 4                 | 1                 | 1                 | 6            |   |   |    |
| 4   | Stany Zjednoczone | 4                 | 0                 | 4                 | 8            |   |   |    |
| 5   | Japonia           | 3                 | 2                 | 0                 | 5            |   |   |    |
| 6   | Rosja             | 2                 | 2                 | 3                 | 7            |   |   |    |
| 7   | Gruzja            | 2                 | 1                 | 1                 | 4            |   |   |    |
| 8   | Francja           | 1                 | 2                 | 0                 | 3            |   |   |    |
| 9   | Białoruś          | 1                 | 1                 | 1                 | 4            |   |   |    |
| 9   | Iran              | 1                 | 1                 | 1                 | 4            |   |   |    |
| 11  | Nigeria           | 1                 | 1                 | 0                 | 2            |   |   |    |
| 11  | Holandia          | 1                 | 1                 | 0                 | 2            |   |   |    |
| 13  | Niemcy            | 1                 | 0                 | 0                 | 2            |   |   |    |
| 14  | Kolumbia          | 1                 | 0                 | 0                 | 1            |   |   |    |
| 14  | Dania             | 1                 | 0                 | 0                 | 1            |   |   |    |
| 14  | Pakistan          | 1                 | 0                 | 0                 | 1            |   |   |    |
| 17  | Azerbejdżan       | 0                 | 4                 | 1                 | 5            |   |   |    |
| 18  | Węgry             | 0                 | 3                 | 1                 | 4            |   |   |    |
| 19  | Turcja            | 0                 | 2                 | 0                 | 2            |   |   |    |
| 20  | Ukraina           | 0                 | 1                 | 2                 | 3            |   |   |    |
| 21  | Chiny             | 0                 | 1                 | 1                 | 2            |   |   |    |
| 21  | Wielka Brytania   | 0                 | 1                 | 1                 | 2            |   |   |    |
| 23  | Australia         | 0                 | 1                 | 0                 | 1            |   |   |    |
| 23  | Finlandia         | 0                 | 1                 | 0                 | 1            |   |   |    |
| 23  | Polska            | 0                 | 1                 | 0                 | 1            |   |   |    |
| 23  | Portoryko         | 0                 | 1                 | 0                 | 1            |   |   |    |
| 23  | Katar             | 0                 | 1                 | 0                 | 1            |   |   |    |
| 23  | Szwajcaria        | 0                 | 1                 | 0                 | 1            |   |   |    |
| 23  | Chińskie Tajpej   | 0                 | 1                 | 0                 | 1            |   |   |    |
| 30  | Rumunia           | 0                 | 0                 | 3                 | 3            |   |   |    |
| 31  | Bułgaria          | 0                 | 0                 | 1                 | 1            |   |   |    |
| 31  | Kanada            | 0                 | 0                 | 1                 | 1            |   |   |    |
| 31  | Chile             | 0                 | 0                 | 1                 | 1            |   |   |    |
| 31  | Hongkong          | 0                 | 0                 | 1                 | 1            |   |   |    |
| 31  | Indonezja         | 0                 | 0                 | 1                 | 1            |   |   |    |
| 31  | Mongolia          | 0                 | 0                 | 1                 | 1            |   |   |    |
| 31  | Dominikana        | 0                 | 0                 | 1                 | 1            |   |   |    |
| 31  | Słowenia          | 0                 | 0                 | 1                 | 1            |   |   |    |
| 31  | Szwecja           | 0                 | 0                 | 1                 | 1            |   |   |    |
| 31  | Wenezuela         | 0                 | 0                 | 1                 | 1            |   |   |    |

## Medale dla Polski na letnich igrzyskach olimpijskich
| Edycja | Liczba Polaków | Złoto | Srebro | Brąz | Razem |
| ------ | -------------- | ----- | ------ | ---- | ----- |
| I      | 23             | 0     | 1      | 0    | 1     |

### Medale według dyscyplin sportowych
| Dyscyplina   | Złoto | Srebro | Brąz | Razem |
| ------------ | ----- | ------ | ---- | ----- |
| Kiteboarding | 0     | 1      | 0    | 1     |

### Polscy medaliści
| Imię i nazwisko   | Dyscyplina   | Lata | Złoto | Srebro | Brąz | Razem |
| ----------------- | ------------ | ---- | ----- | ------ | ---- | ----- |
| Julia Damasiewicz | Kiteboarding | 2019 | 0     | 1      | 0    | 1     |